# Mother's Baby Boy
Mother's Baby Boy er en amerikansk stumfilm fra 1914 af Arthur Hotaling.

## Medvirkende
- Eva Bell.
- Oliver Hardy som Percival Pilkins.
- Nellie Farron som Nell Haldane.
- Don Ferrando som Tom Brown.
- Burt Bucher som Bill Green.